# هارولد گلد
هارولد گلد (انگلیسی: Harold Gould؛ ۱۰ دسامبر ۱۹۲۳ – ۱۱ سپتامبر ۲۰۱۰) یک هنرپیشه اهل ایالات متحده آمریکا بود. وی بین سال‌های ۱۹۶۱ تا ۲۰۱۰ میلادی فعالیت می‌کرد.
از فیلم‌ها یا برنامه‌های تلویزیونی که وی در آن نقش داشته است، می‌توان به نیش، عشق و مرگ، جمعه عجیب، صفحه اول، قوی‌ترین مرد جهان، مبارزه برای باقی‌ماندن، قاتل و مثل روزهای قدیم اشاره کرد.